# Norton (Gloucestershire)
Pour les articles homonymes, voir Norton.
Norton est une paroisse civile et un village du Gloucestershire, en Angleterre.